# Julius Bittner
Julius Bittner (Vienna, 9 aprile 1874 – Vienna, 9 gennaio 1939) è stato un compositore e giurista austriaco.

## Biografia
Figlio di un giudice, Bittner seguì inizialmente la carriera della magistratura. Fino al 1920 fu giudice a Wolkersdorf im Weinviertel, nella Bassa Austria. Dal 1920 al 1922 o 1923 lavorò presso il Dipartimento Austriaco di Giustizia.
Nonostante l'attività di giudice, Julius Bittner divenne uno dei più noti e rappresentati compositori austriaci d'opera nella prima metà del XX secolo. Molte delle sue opere trattano temi austro-alpini. Di solito scrisse anche i libretti. Dopo la seconda guerra mondiale, tuttavia, come un tipico rappresentante di opera tardo romantica nella tradizione di Richard Wagner, venne a poco a poco dimenticato. I critici gli affibbiarono il soprannome, un po' dispregiativo, di "l' Anzengruber dell'opera"; per importanza è paragonabile al suo più noto contemporaneo Wilhelm Kienzl.
Bittner sposò il contralto Emilie Werner. Come influente esponente della magistratura viennese e amico di Gustav Mahler, valutò la tenuta di Mahler, per la successione, dopo la sua morte. In seguito vinse il Premio Mahler nel 1915. Compose molte opere, due sinfonie e molte canzoni e fu aiutato e promosso da Mahler e Bruno Walter. Fu anche un caro amico di Erich Wolfgang Korngold e Franz Schmidt. Fu, per qualche tempo, editore della rivista musicale austriaca Der Merker e scrisse critiche musicali per detta rivista e altri giornali. Era così influente da essere in grado di far esonerare Arnold Schönberg dal servizio militare attivo nel corso della prima guerra mondiale.
Ricevette numerosi premi e riconoscimenti e divenne un membro dell'Accademia delle Arti di Prussia di Berlino nel 1925. Nel 1964, l'archivio contenente quasi tutte le sue opere (disegni autografi, libri di testo, spartiti e riduzioni per pianoforte) è stato rilevato dalla Biblioteca della città di Vienna.
Bittner è stato tumulato nella zona monumentale del cimitero centrale di Vienna (Gruppo 32C, settore 15).

## Opere principali
- 1907 Die Rote Gred (prima diretta da Bruno Walter all'Imperial Royal Court Opera, Vienna – oggi Opera di Stato di Vienna)
- 1909 Der Musikant (prima diretta da Bruno Walter All'Imperial Royal Court Opera, Vienna)
- 1911 Der Bergsee
- 1916 Das Höllisch Gold (la sua opera di maggior successo)
- 1917 Der liebe Augustin (Singspiel viennese)
- 1921 Die Kohlhaymerin
- 1923 Das Rosengärtlein
- 1928 Mondnacht
- 1934 Das Veilchen

Bittner compose anche due sinfonie, due poemi sinfonici e un pezzo per due pianoforti e orchestra dal titolo Österreichische Tanze (danze austriache). Scrisse musiche di scena per opere di Shakespeare, e per commedie di Johann Nestroy e Ferdinand Raimund, pezzi di musica da camera (compresi due quartetti d'archi e una sonata per violoncello solo non pubblicata), molte canzoni e una Great Mass and Te Deum che è stata una pietra miliare della tradizione corale austriaca fino alla seconda guerra mondiale. Ha anche composto numerose operette e tre balletti, ed ha assistito il suo amico Erich Wolfgang Korngold nella creazione di uno più riusciti pastiche di Johann Strauss jr., Walzer aus Wien (la prima a Vienna il 30 ottobre 1930), che divenne noto in lingua inglese come The Great Waltz.

## Riconoscimenti
- 1915 Gustav Mahler Prize
- 1918 Raimund Prize[2]
- 1925 Arts Prize della città di Vienna
- 1937 Austrian State Prize per la musica e la letteratura